# ماتياس يورغنسن
ماثياس يورغنسن (بالدنماركية: Mathias Jørgensen)‏ (بالدنماركية: Mathias Jørgensen) (و. 1990  م) هو لاعب كرة قدم، من الدنمارك، ولد في كوبنهاغن، شارك في كأس العالم لكرة القدم 2018، يلعب كمُدَافِع.

## مسيرته الكروية
لعب ماتياس يورغنسن خلال مسيرته الاحترافية مع 7 أندية في سبعة عشر موسمًا وسجل خلالها 18 هدفًا ضمن 303 مباراة. حيث فاز في ستة مواسم بالكأس وفي خمسة مواسم بالدوري.
خاض ماتياس يورغنسن مسيرته مع Boldklubben af 1893 ‏ في موسم 2006–07 لمدة موسم واحد، مشاركًا في 10 مباريات ولم يسجل أي هدف. ثم انتقل إلى نادي كوبنهاغن في موسم 2007–08 في المرة الأولى ليلعب معه خمسة مواسم ثم في موسم 2014–15 واستمر معه طيلة ثلاثة مواسم، حيث شارك طوالها في 185 مباراة سجل خلالها 10 أهداف. لينتقل بعدها إلى نادي آيندهوفن في موسم 2011–12 واستمر معه طيلة ثلاثة مواسم، مشاركًا في 14 مباراة سجل خلالها هدفين. ثم انتقل إلى Jong PSV ‏ في موسم 2013–14 لمدة موسم واحد، مشاركًا في 7 مباريات سجل خلالها هدفًا واحدًا. هذا وانتقل لاحقًا إلى نادي هدرسفيلد تاون في موسم 2017–18 ولمدة موسمين، مشاركًا في 62 مباراة سجل خلالها 3 أهداف. ثم انتقل بعدها إلى نادي فورتونا دوسلدورف في موسم 2019–20 لمدة موسم واحد، مشاركًا في 9 مباريات ولم يسجل أي هدف.

## روابط خارجية
- ماتياس يورغنسن على موقع الاتحاد الأوربي (الإنجليزية)
- ماتياس يورغنسن على موقع اتحاد تركيا (لاعب) (الإنجليزية)
- ماتياس يورغنسن على موقع الدوري الأمريكي (الإنجليزية)
- ماتياس يورغنسن على موقع قاعدة بيانات كرة القدم.إي يو (الإنجليزية)
- ماتياس يورغنسن على موقع ناشيونال فوتبول تيمز (الإنجليزية)
- ماتياس يورغنسن على موقع Soccerbase.com (لاعب) (الإنجليزية)
- ماتياس يورغنسن على موقع Soccerway.com (الإنجليزية)
- ماتياس يورغنسن على موقع عالم كرة القدم.نت (الإنجليزية)
- ماتياس يورغنسن على موقع AS.com (الإسبانية)
- ماتياس يورغنسن على موقع GSA (الإنجليزية)